# Nagmachon
Le Nagmachon est un véhicule blindé de transport de troupes israélien, il s'agit essentiellement d'une version mieux blindée du Nagmashot, également basée sur le châssis du char britannique Centurion Mk. 3 et Mk. 5.

## Historique
Quelques années après l'entrée en service du Nagmashot, l'armée israélienne décide d'améliorer la protection de ses Nagmashot en montant des pré-blindages latéraux plus conséquents ainsi qu'une plaque de blindage ventrale. 
L'appellation Nagmachon est le résultat de la contraction de l'acronyme « Nagmash » (Noseh Guysot Meshoryan : véhicule blindé de transport de troupes) et de « Gashon » (ventre). 

## Versions
- Nagmachon Mifleset (Monstre) : Nagmachon possédant une niche blindée montée par-dessus sa casemate.